# シンチャンケリス
シンチャンケリス (Xinjiangchelys) は、ジュラ紀中期から後期にかけての約1億7,600万年前 - 約1億4,600万年前に生息したカメ。爬虫綱 - カメ目 - 潜頚亜目 - シンチャンケリス科。学名は「新疆（しんきょう＝シンチャン）のカメ」の意。

## 形態
甲長約30cm - 40cm。プロガノケリスなど、初期のカメと異なり、不完全ながらも頭と四肢を甲羅に引っ込めることが出来た。それとともに後頭部を保護していた眼窩後方の頭頂骨及び後眼窩骨が縮小し、現代のカメに近い形態となっている。また、外耳も完全に形成されていた。吻部、嘴の咬合面は狭く、食物を切断する単純な構造であった。頸椎は関節が柔軟で大きく曲がる様になっていたが、現代のカメほど大きい負荷には耐えられなかったとされる。

## 分布
中国（新疆ウイグル自治区,雲南省）、カザフスタン、モンゴル、タイなどから化石が産出。また、これの属するシンチャンケリス科は白亜紀には日本やヨーロッパにも分布しており、広い範囲に生息、繁栄していた事が窺える。